# C*-代数
泛函分析中，C*-代数（或读作“C星代数”）是配备了满足伴随性质的对合的巴拿赫代数。典型例子是满足以下两个性质的複希尔伯特空间上连续线性算子的複代数A：
- A是算子范数拓扑中的拓扑闭集。
- A是算子伴随运算下的闭集。

另一类非常重要的C*-代数包括X上的复值连续函数代数{\displaystyle C_{0}(X)}，其中X是局部紧豪斯多夫空间。
一般认为C*-代数主要是应用在量子力学中可观察量的模型代数中。这方面的研究始于1933年左右维尔纳·海森堡创立的矩阵力学以及帕斯库尔·约当研究的更接近数学的形式。之后冯·诺依曼在他的一系列关于算子环的论文中尝试建立更广泛的架构。这些论文可看做是一类特殊的C*-代数，现在称为冯诺依曼代数。
1943年前后，伊斯拉埃爾·蓋爾范德和马克·奈马克对C*-代数建立了不依赖于希尔伯特空间算子的抽象刻画。
在当代数学研究中，C*-代数是局部紧群的酉表示理论的重要工具，在量子力学的代数架构中也有应用。另一个活跃的研究领域是对可分单核C*-代数的分类以及确定分类的详细可能性。

## 抽象刻画
此处给出盖尔范德和奈马克1943年给出的定义。
C*-代数A是复数域上的巴拿赫代数以及映射{\displaystyle {}^{*}:\ A\to A}的组合。A中元素x关于映射* 的像记作x*。映射拥有下列性质
- {\displaystyle \forall x\in A}，是对合：

{\displaystyle x^{**}=(x^{*})^{*}=x}
- {\displaystyle \forall x,\ y\in A:}

{\displaystyle (x+y)^{*}=x^{*}+y^{*}}
{\displaystyle (xy)^{*}=y^{*}x^{*}}
- 对任意复数{\displaystyle \lambda \in \mathbb {C} }以及{\displaystyle \forall x\in A}：

{\displaystyle (\lambda x)^{*}={\overline {\lambda }}x^{*}}
- {\displaystyle \forall x\in A}：

{\displaystyle \|x^{*}x\|=\|x\|\|x^{*}\|.}
备注 前四条等式表示A是*-代数。最后一条叫做C*恒等式，等价于
{\displaystyle \|xx^{*}\|=\|x\|^{2}}
有时也称作B*-恒等式。这是很强的约束，举例来说，结合谱半径公式可以推出C*–范数由以下代数结构唯一确定：
{\displaystyle \|x\|^{2}=\|x^{*}x\|=\sup\{|\lambda |:x^{*}x-\lambda \,1}不可逆{\displaystyle \}}
给定的从C*-代数A到B的有界线性算子 {\displaystyle \pi :A\to B}被称为*-同态，如果
- {\displaystyle \forall x,\ y\in A}：

{\displaystyle \pi (xy)=\pi (x)\pi (y)}
- {\displaystyle \forall x\in A}：

{\displaystyle \pi (x^{*})=\pi (x)^{*}}
在C*-代数的情形中，任何*-同态都是压缩，即范数 ≤ 1而有界。此外，C*-代数之间的单射*-同态都等距。这些都来自C*恒等式。
双射*-同态π称作C*-同构，其中称A、B'同构。

## 历史：B*-代数与C*-代数
B*-代数由C. E. Rickart于1946年引入，用于描述满足以下条件的巴拿赫*-代数：
- 对给定B*-代数中所有x：{\displaystyle \lVert xx^{*}\rVert =\lVert x\rVert ^{2}}（B*-条件）

这条件意味着*-对合等距，即{\displaystyle \lVert x\rVert =\lVert x^{*}\rVert }。于是，{\displaystyle \lVert xx^{*}\rVert =\lVert x\rVert \lVert x^{*}\rVert }，B*-代数也是C*-代数。反过来看，C*-条件能推出B*-条件。这不是平凡的，但无需用{\displaystyle \lVert x\rVert =\lVert x^{*}\rVert }即可证明。于是，B*-代数在目前术语已很少使用，取而代之是C*-代数。
C*-代数由I. E. Segal于1947年引入，用于描述{\displaystyle B(H)}的在范数拓扑下闭的子代数，即某希尔伯特空间H上有界算子的空间。C代表封闭（Closed）。Segal在论文中将C*-代数定义为“希尔伯特空间上有界算子的一致闭自伴代数”。

## C*-代数的结构
C*-代数有大量技术上很方便的性质，其中一些可通过连续泛函微积分或还原为交换C*-代数来建立。后者时，我们可以利用其结构由盖尔范德同构决定这一事实。

### 自伴元
自伴元是满足{\displaystyle x=x^{*}}的元素。形式为{\displaystyle x^{*}x}的C*-代数A的元素集形成闭凸锥，与{\displaystyle xx^{*}}形式元素相同。锥的元素被称作非负元（或正元素，与ℝ中元素的术语相冲突）。
C*-代数A的自伴元集自然具有偏序向量空间结构，通常用{\displaystyle \geq }表示。其中，自伴元素{\displaystyle x\in A}，当且仅当x的谱非负，当且仅当{\displaystyle s\in A}，有{\displaystyle x=s^{*}s}，能满足{\displaystyle x\geq 0}。两自伴元{\displaystyle x,\ y\in A}若满足{\displaystyle x-y\geq 0}，则{\displaystyle x\geq y}。
这个偏序子空间允许在C*-代数上定义正线性泛函，进而定义C*-代数的态，进而利用GNS构造，构造C*-代数的谱。

### 商与近似单位
C*-代数A都有近似单位。A有自伴元有向族{\displaystyle \{e_{\lambda }\}_{\lambda \in I}}使得
{\displaystyle xe_{\lambda }\rightarrow x}
{\displaystyle 0\leq e_{\lambda }\leq e_{\mu }\leq 1\quad {\mbox{ whenever }}\lambda \leq \mu .}
A若可分，则有序列近似单位（sequential approximate identity）。更一般地，当且仅当A包含严格正元，即正元素h使{\displaystyle hAh}在A中稠密，A才有序列近似单位。
运用近似单位，可证明C*-代数对具有自然范数的闭紧合双侧理想的代数商仍是C*-代数。
同样，C*-代数的闭双侧理想也是C*-代数。

## 谱
C*-代数A的谱记作{\displaystyle {\hat {A}}}，是A的不可还原*-表示。A在希尔伯特空间H上的*-表示{\displaystyle \pi }，当且仅当H与{\displaystyle \{0\}}之外没有闭子集K（即非平凡闭子集）能在{\displaystyle \forall x\in A,\ \pi (x)}下不变时，称{\displaystyle \pi }是不可还原的。我们隐式地假定，不可还原表示指非空的不可还原表示，从而排除了1维空间上的平凡表示（恒为0）。如下所述，谱{\displaystyle {\hat {A}}}自然也是拓扑空间，这与环的谱类似。
这概念最重要的应用之一是为局部紧群提供对偶对象的概念。这种对偶对象适用于为I型幺模可分局部紧群应用傅里叶变换和普朗歇尔定理，以及为I型可分局部紧群的任意表示提出分解定理。然而由此产生的局部紧群对偶理论比紧拓扑群的淡中–克莱因对偶性或局部紧阿贝尔群的庞特里亚金对偶性更弱，后两者都是完全不变量。由于任何有限维全矩阵代数{\displaystyle M_{n}(\mathbb {C} )}的对偶都由一个点组成，因此对偶不是完全不变量也就不难理解了。

### 主谱
{\displaystyle {\hat {A}}}的拓扑可有多种等价的定义方式。首先用主谱定义。
A的主谱是A的主理想集{\displaystyle {\rm {Prim}}(A)}，主理想指非零不可还原*-表示的核。主理想集是具有壳-核拓扑（hull-kernel topology，或雅各布森拓扑）的拓扑空间，定义如下：若X是主理想集，其壳-核闭包是
{\displaystyle {\overline {X}}=\left\{\rho \in \operatorname {Prim} (A):\rho \supseteq \bigcap _{\pi \in X}\pi \right\}.}
很容易证明壳-核闭包是一种幂等运算，即
{\displaystyle {\overline {\overline {X}}}={\overline {X}},}
可以证明其满足库拉托夫斯基闭包公理，因此可以证明{\displaystyle {\rm {Prim}}(A)}上有唯一的拓扑{\displaystyle \tau }，使得关于{\displaystyle \tau }的集合X的闭包与X的壳-核闭包完全相同。
由于幺正等价表示具有相同的核，所以映射{\displaystyle \pi \mapsto {\rm {ker}}{\pi }}通过满射
{\displaystyle \operatorname {k} :{\hat {A}}\to \operatorname {Prim} (A).}
分解。我们用k来定义{\displaystyle {\hat {A}}}的拓扑：
定义. {\displaystyle {\hat {A}}}的开集是{\displaystyle {\rm {Prim}}(A)}的开子集U的逆像{\displaystyle k^{}-1i(U)}。这便是拓扑。
壳-核拓扑是交换环的扎里斯基拓扑在非交换环上的类似物。壳-核拓扑诱导的{\displaystyle {\hat {A}}}上的拓扑还可用'A的态描述。

### 例子

#### 交换C*-代数

3维交换C*-代数及其理想。8个理想中的每个都对应离散3点空间的一个闭子集（或开补集），主理想对应闭单元集。

交换C*-代数A的谱与A的盖尔范德对偶（注意不要与巴拿赫空间A的对偶A'混淆）重合。具体来说，设X是紧豪斯多夫空间，则有自然同胚
{\displaystyle \operatorname {I} :X\cong \operatorname {Prim} (\operatorname {C} (X)).}
此映射的定义是
{\displaystyle \operatorname {I} (x)=\{f\in \operatorname {C} (X):f(x)=0\}.}
其中{\displaystyle I(x)}是{\displaystyle C(X)}中的闭最大理想，也是主理想。对交换C*-代数，
{\displaystyle {\hat {A}}\cong \operatorname {Prim} (A).}

#### 有界算子的C*-代数
令H维可分无穷维希尔伯特空间。{\displaystyle L(H)}有两个对范封闭的*-理想：{\displaystyle I_{0}=\{0\}}与紧算子的{\displaystyle K=K(H)}。因此作为集合，{\displaystyle {\rm {Prim}}(L(H))=\{I_{0},\ K\}}。现在
- {\displaystyle \{K\}}是{\displaystyle {\rm {Prim}}(L(H))}的闭子集。
- {\displaystyle \{I_{0}\}}的闭包是{\displaystyle {\rm {Prim}}(L(H))}。

因此{\displaystyle {\rm {Prim}}(L(H))}是非豪斯多夫空间。
另一方面，{\displaystyle L(H)}的谱要大得多。有很多核为{\displaystyle K(H)}或{\displaystyle \{0\}}的不等价不可还原表示。

#### 有限维C*-代数
设A 是有限维C*-代数。已知A同构于全矩阵代数的有限直和：
{\displaystyle A\cong \bigoplus _{e\in \operatorname {min} (A)}Ae,}
其中{\displaystyle {\rm {min}}(A)}是A的最小中心投影。A的谱与{\displaystyle {\rm {min}}(A)}在离散拓扑上规范同构。对有限维C*-代数，也有同构
{\displaystyle {\hat {A}}\cong \operatorname {Prim} (A).}

### 谱的其他特征
壳-核拓扑很容易抽象表述，但实际上，对与局部紧拓扑群相关联的C*-代数，需要用正定函数描述谱上拓扑的其他特征。实际上，{\displaystyle {\hat {A}}}上的拓扑与表示的弱包含密切相关，如下：
定理. 令{\displaystyle S\subseteq {\hat {A}}}。则对不可还原表示{\displaystyle \pi }，下列条件等价：
1. {\displaystyle \pi }在{\displaystyle {\hat {A}}}中的等价类位于S的闭包中；
2. 与{\displaystyle \pi }相关的每个态，即形式为

{\displaystyle f_{\xi }(x)=\langle \xi \mid \pi (x)\xi \rangle }
且{\displaystyle \lVert \xi \rVert =1}，是与S中的表示相关联的态的弱极限。
第二个条件意味着{\displaystyle \pi }弱包含于S中。
GNS构造将C*-代数A的态与A的表示相关联。据与GNS构造相关的基本定理之一，对态f，当且仅当相关表示{\displaystyle \pi _{f}}不可约，f才是纯的。此外，由{\displaystyle f\mapsto \pi _{f}}定义的映射{\displaystyle \kappa :\ {\rm {PureState}}(A)\to {\hat {A}}}是满射。
根据前面的定理，很容易证明下面的内容：
定理 GNS构造给出的映射
{\displaystyle \kappa :\operatorname {PureState} (A)\to {\hat {A}}}
是连续开映射。

#### Irrn(A){\displaystyle {\rm {Irr}}_{n}(A)}空间
{\displaystyle {\hat {A}}}上的拓扑还有一种描述，即将表示空间视作具有具有适当点收敛拓扑的拓扑空间。详细点说，令n是基数，令{\displaystyle H_{n}}是n维规范希尔伯特空间。
{\displaystyle {\rm {Irr}}_{n}(A)}是A在{\displaystyle H_{n}}中的不可约*-表示空间，具有点弱拓扑。就网的收敛性而言，此拓扑的定义是{\displaystyle \pi _{i}\to \pi }；当且仅当
{\displaystyle \langle \pi _{i}(x)\xi \mid \eta \rangle \to \langle \pi (x)\xi \mid \eta \rangle \quad \forall \xi ,\eta \in H_{n}\ x\in A.}
事实证明，{\displaystyle {\rm {Irr}}_{n}(A)}上的这种拓扑，结构与点强拓扑相同，即当且仅当
{\displaystyle \pi _{i}(x)\xi \to \pi (x)\xi \quad {\mbox{ normwise }}\forall \xi \in H_{n}\ x\in A}
有{\displaystyle \pi _{i}\to \pi }。
定理. 令{\displaystyle {\hat {A}}_{n}}为{\displaystyle {\hat {A}}}的子集，由底希尔伯特空间是n维的的表示的等价类组成。规范映射{\displaystyle {\rm {Irr}}_{n}(A)\to {\hat {A}}_{n}}是连续开的。特别是，{\displaystyle {\hat {A}}_{n}}可视作{\displaystyle {\rm {Irr}}_{n}(A)}在幺正等价下的商拓扑空间。
备注.  将不同的{\displaystyle {\hat {A}}_{n}}拼凑在一起可能相当复杂。

### 麦基–博雷尔结构
{\displaystyle {\hat {A}}}是拓扑空间，因此也可视作博雷尔空间。乔治·麦基（G. Mackey）提出了一个著名猜想：当且仅当博雷尔空间是标准的，即（在博雷尔空间范畴中）与完全可分度量空间的底博雷尔空间同构时，称可分局部紧群是I型的。麦基称具有这一性质的博雷尔空间为光滑空间。詹姆斯·格利姆在1961年证明了此猜想。
定义.  可分C*-代数A的非退化*-表示{\displaystyle \pi }，当且仅当{\displaystyle \pi (A)}生成的冯诺依曼代数中心是1维时，称其是因子表示（factor representation）。当且仅当C*-代数A的任意可分因子表示是不可还原因子表示的有限倍或可数倍时，称其属于I型。
{\displaystyle C*(G)}为I型的可分局部紧群G的例子如连通（实）幂零李群和连通实半单李群。因此，海森堡群都是I型的。紧群和阿贝尔群也都是I型的。
定理. 若A可分，则当且仅当A是I型时，{\displaystyle {\hat {A}}}光滑。
这个结果对可分I型C*-代数及相应的可分I型局部紧群的表示结构进行了意义深远的概括。

### 代数主谱
由于C*-代数A是环，所以也可考虑A的主理想集。对一个环，当且仅当理想是单模的零化子时，此理想才是主理想。对C*-代数A，当且仅当一个理想是上述定义意义上的主理想时，它才是代数上的主理想。
定理.  令A是C*-代数。A在复向量空间上的不可还原表示，在代数上等价在希尔伯特空间的拓扑上不可还原的*-表示。当且仅当它们幺正等价时，希尔伯特空间上的拓扑不可还原*-表示在代数上同构。
若G是局部紧群，则G的群C*-代数{\displaystyle C^{*}(G)}的对偶空间上的拓扑称作费尔拓扑，得名于J. M. G. Fell。

## 例子

### 有限维C*-代数
{\displaystyle \mathbb {C} }上n阶方阵的代数{\displaystyle M(n,\ \mathbb {C} )}，若将方阵看做欧氏空间{\displaystyle \mathbb {C} ^{n}}上的算子，并在方阵上使用算子范数||·||，则{\displaystyle M(n,\ \mathbb {C} )}就变成了C*-代数；对合由共轭转置给出。更一般地，可以考虑矩阵代数的有限直和。事实上，所有作为向量空间有限维的C*-代数在同构的意义上都是这种形式。自伴要求意味着有限维C*-代数是半单代数，由此可推出下面的阿廷-韦德伯恩定理：
定理  有限维C*-代数A规范地同构于有限直和
{\displaystyle A=\bigoplus _{e\in \min A}Ae}
其中min A是A的最小非零自伴中心投影集。
C*-代数Ae与全矩阵代数{\displaystyle M({\rm {dim}}(e),\ \mathbb {C} )}同构（非规范）。{\displaystyle \{{\rm {dim}}(e)\}_{e}}给出的minA上的有限族索引称作A的维向量，唯一确定了有限维C*-代数的同构类。用算子K理论的话说，这向量是A的{\displaystyle K_{0}}群的正锥。
†-代数（更确切地说，†-封闭代数）是物理学中偶尔使用的名称，指有限维C*-代数。剑标†在物理学中常用于表示埃尔米特伴随，且通常不关注与无穷维相关的微妙问题。数学中通常用星号*表示埃尔米特伴随。†-代数在量子力学，特别是量子信息科学中有重要地位。
有限维C*-代数的一个直接推广是近似有限维C*-代数。

### 算子的C*-代数
C*-代数的典型例子是定义在复希尔伯特空间H上的有界（等价于连续）线性算子的代数{\displaystyle B(H)}，其中x*表示算子{\displaystyle x:\ H\to \ H}的伴随算子。事实上，对合适的希尔伯特空间H，所有C*-代数A都*-同构于{\displaystyle B(H)}的闭范伴随闭子代数，这就是盖尔范德-奈马克定理。

### 紧算子的C*-代数
设H为可分无穷维希尔伯特空间，则H上紧算子代数{\displaystyle K(H)}是{\displaystyle B(H)}的闭范子代数。它在对合下也封闭，因此是C*-代数。
紧算子的具体C*-代数具有类似于Wedderburn有限维C*-代数定理的特征：
定理 设A是{\displaystyle K(H)}的C*-子代数，则存在希尔伯特空间{\displaystyle \{H_{i}\}_{i\in I}}，使
{\displaystyle A\cong \bigoplus _{i\in I}K(H_{i}),}
其中（C*-）直和包含笛卡儿积{\displaystyle \Pi K(H_{i})}的元素{\displaystyle (T_{i}),\ ||T_{i}||\to 0}。
虽然{\displaystyle K(H)}没有幺元，但可以为{\displaystyle K(H)}建立一个序列近似单位，具体来说H同构于平方可和序列{\displaystyle I^{2}}空间；不妨令{\displaystyle H=I^{2}}。对每个自然数n，令{\displaystyle H_{n}}为项{\displaystyle k\geq n}时为零的{\displaystyle I^{2}}序列的子空间，令{\displaystyle e_{n}}为到{\displaystyle H_{n}}的正交投影。则，序列{\displaystyle \{e_{n}\}_{n}}是{\displaystyle K(H)}的近似单位。
{\displaystyle K(H)}是{\displaystyle B(H)}的双侧闭理想。对可分希尔伯特空间，是唯一理想。商{\displaystyle B(H)/K(H)}称作卡尔金代数。

### 交换C*-代数
令X为局部紧豪斯多夫空间，其上在无穷远处为零的复值连续函数空间{\displaystyle C_{0}(X)}在逐点乘与加法下形成交换C*-代数{\displaystyle C_{0}(X)}。对合是逐点共轭。当且仅当X紧时，{\displaystyle C_{0}(X)}有乘法单位元。与其他C*-代数一样，{\displaystyle C_{0}(X)}有近似单位；对{\displaystyle C_{0}(X)}这是直接的：考虑X的紧子集直和，对每个紧K，令{\displaystyle f_{K}}为紧支撑函数， 且在K上等于1。根据适用于局部紧豪斯多夫空间的蒂策扩张定理，这样的函数是存在的。这样的函数序列{\displaystyle \{f_{K}\}}都是近似单位。
盖尔范德表示指出，交换C*-代数*-同构于代数{\displaystyle C_{0}(X)}，其中X是具备弱*拓扑的特征标空间。此外，若{\displaystyle C_{0}(X)}同构于C*-代数{\displaystyle C_{0}(Y)}，则X、Y同胚。这一特征是非交换拓扑与非交换几何纲领的动机之一。

### C*-包络代数
给定巴拿赫*-代数A，具有近似单位，则有（在C*-同构意义上）唯一的C*-代数{\displaystyle \mathbb {E} (A)}与万有的*-态射{\displaystyle \pi :\ A\to \mathbb {E} (A)}，即其他连续*-态射{\displaystyle \pi :\ A\to B}因子都唯一地通过π。代数{\displaystyle \mathbb {E} (A)}称作巴拿赫*-代数A的C*-包络代数。
局部紧群G的C*-代数尤为重要，定义为G的群代数的包络C*-代数。G的C*-代数提供了非阿贝尔情形下的一般调和分析，特别是，局部紧群的对偶定义为群C*-代数的主理想空间。

### 冯诺依曼代数
冯诺依曼代数在1960年代以前称作W*-代数，是一类特殊的C*-代数。它们需要在弱算子拓扑下封闭，这比范数拓扑更弱。
谢尔曼–武田定理表明，C*-代数都有泛包络W*-代数，使到W*-代数的任意同态都通过它。

## C*-代数的种类
令A为C*-代数。A是I类，当且仅当对A的所有非退化表示π，{\displaystyle \pi (A)''}（即{\displaystyle \pi (A)}的双交换子）是I类冯诺依曼代数。实际上，只需考虑因子表示，即{\displaystyle \pi (A)''}是因子的表示。
局部紧群属于I类，当且仅当其群C*-代数是I类。
不过，若C*-代数具有非I类表示，则根据詹姆斯·格利姆的结果，它也有II类、III类的表示。因此，对C*-代数和局部紧群，只有I类和非I类的说法才有意义。

## C*-代数与量子场论
量子力学中，通常用有单位元的C*-代数A描述物理系统；A的自伴元（{\displaystyle \forall x\in A,\ x^{*}=x}）被视为系统的可观测值。系统状态定义为A上的正泛函（{\displaystyle \mathbb {C} }线性映射{\displaystyle \varphi :\ A\to \mathbb {C} ,\ \forall u\in A,\ \varphi (u^{*}u)\geq 0}），使得{\displaystyle \varphi (1)=1}。若系统处于φ状态，则可观测值x的期望值为φ(x)。
局部量子场论的Haag-Kastler公理化使用了这C*-代数方法，闵可夫斯基时空的开集都与一个C*-代数相关联。

## 脚注
1. ↑  Doran & Belfi 1986，第5–6頁, Google Books.
2. ↑  Doran & Belfi 1986，第6頁, Google Books.
3. ↑  Segal 1947
4. ↑  Segal 1947，第75頁
5. ↑  John A. Holbrook, David W. Kribs, and Raymond Laflamme. "Noiseless Subsystems and the Structure of the Commutant in Quantum Error Correction." Quantum Information Processing. Volume 2, Number 5, pp. 381-419.  Oct 2003.